# Transsonische Strömung

Transsonische Strömung an einem Flügelprofil, Überschallbereiche als dunkelblaue Flächen

Bei einer transsonischen Strömung treten im Strömungsfeld eines kompressiblen Fluids gleichzeitig Bereiche mit Strömungsgeschwindigkeiten im Unter- und Überschallbereich auf.
Bei einem Flugzeug, das noch mit weniger als Schallgeschwindigkeit fliegt, kann in der Umströmung lokal, das heißt örtlich, die Schallgeschwindigkeit überschritten werden. Der Übergang von Überschall- zur Unterschallströmung im Strömungsweg der Luft ist mit einem Verdichtungsstoß verbunden, der einen hohen Strömungswiderstand bewirkt und Einfluss auf die Druckverteilung am Flugzeug hat. Lange Zeit war daher das Überschreiten der Schallgeschwindigkeit mit Flugzeugen eine ungelöste Herausforderung, wofür der Begriff Schallmauer geprägt wurde.
Bei Flugzeugen liegt der transsonische Bereich etwa bei Machzahlen von Ma = 0,8 bis 1,2. Die Fluggeschwindigkeit, ab der ein transsonischer Strömungzustand auftritt, das heißt die Untergrenze des transsonische Bereiches, wird durch die kritische Machzahl Makrit bezeichnet.